# Tour Cèdre
Tour Cèdre (früher auch Tour T4 und Tour Cegetel) ist der Name eines Hochhauses im Pariser Vorort Courbevoie in der Bürostadt La Défense. Bei seiner Fertigstellung im Jahr 1998 war der 103 Meter hohe Büroturm der Achtundzwanzigsthöchste im Geschäftsviertel La Défense. Das Gebäude verfügt über 28 Etagen und über eine Fläche von etwa 28.000 Quadratmetern. Entworfen wurde das Gebäude von den Architekten Nicolas Ayoub und Michel Andrault. Zwischen 2020 und 2021 wurde der Büroturm umfassend renoviert und anschließend in Tour Emblem umbenannt.
Der Büroturm ist mit der Métrostation La Défense und dem Bahnhof La Défense an den öffentlichen Nahverkehr im Großraum Paris angebunden.